# Raymond de Peñafort
Pour les articles homonymes, voir Raymond.
Saint Raymond de Peñafort, né à Vilafranca del Penedès (Penyafort), près de Barcelone, vers 1175, et mort le 6 janvier 1275 (presque centenaire), est un prêtre de l'ordre des Frères prêcheurs (dominicain). Docteur en droit et professeur de philosophie, il est Maître général de l'ordre dominicain de 1238 à 1240. Mais il est surtout connu pour avoir rassemblé, à la demande de Grégoire IX, les multiples lois et décrets de l'Église en les systématisant. Canonisé en 1601 par Clément VIII, il est liturgiquement commémoré le 7 janvier.

## Formation
Le jeune Raymond suit des études à l’université de Barcelone, puis part se perfectionner en droit à l’université de Bologne, où il obtient le doctorat in utroque jure. De 1195 à 1210, il enseigne le droit canon. En 1210, il part enseigner à Bologne, où il reste jusqu’en 1222, occupant trois années la chaire de droit canon. À Barcelone, il entre dans l'ordre des Frères prêcheurs, l'année suivante celle de la mort de son fondateur, saint Dominique de Guzman.

## Carrière
Il est le confesseur du roi d’Aragon Jacques Ier. Contacté par Pierre Nolasque, il obtient le soutien du roi pour la fondation en 1218 de l’ordre de Notre-Dame de la Merci (les Mercédaires) pour le rachat des chrétiens enlevés par les musulmans et retenus captifs. Il incite à un dialogue avec les Maures en invitant ses religieux à étudier les langues sémitiques  et le Coran. Il fonde la première école des Studia Linguarum à Tunis, connue sous le nom de Studium arabicum. Il y ouvre un prieuré et aussi à Murcie (toujours sous domination arabe). Il contribue également à l'établissement de l'Église sur l'île de Majorque, récemment conquise.

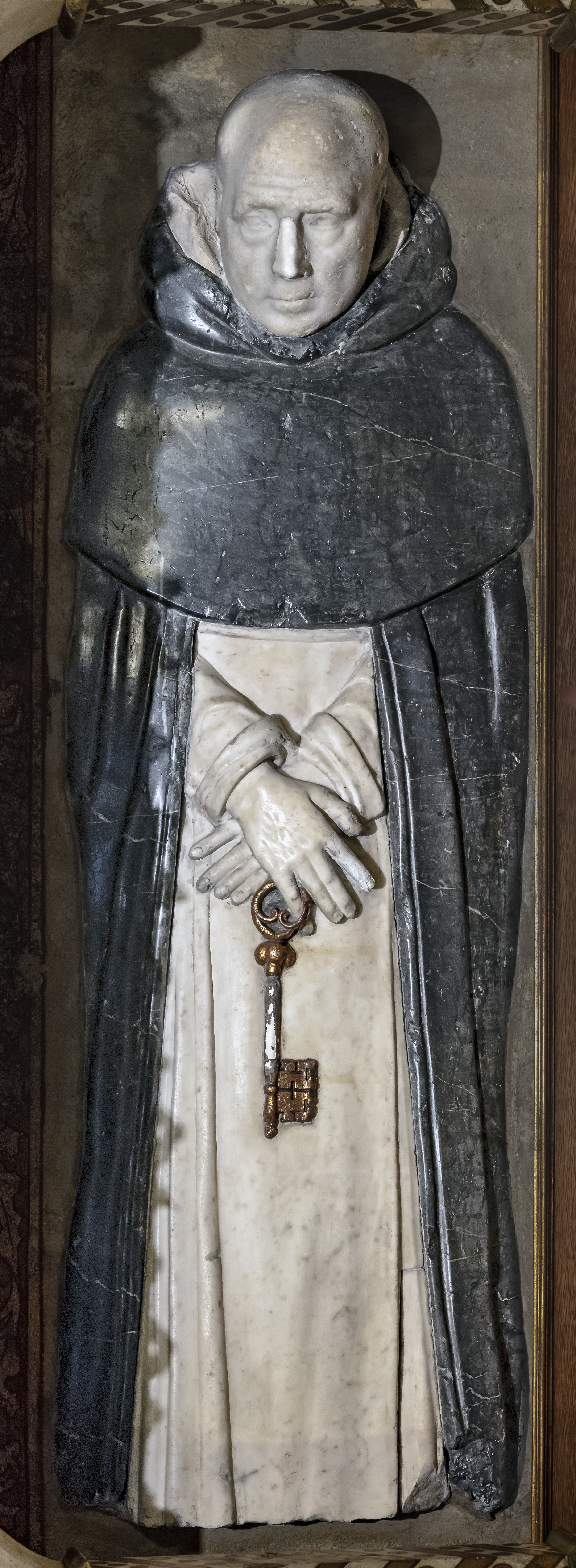
Représentation sur sa tombe à la cathédrale de Barcelone.

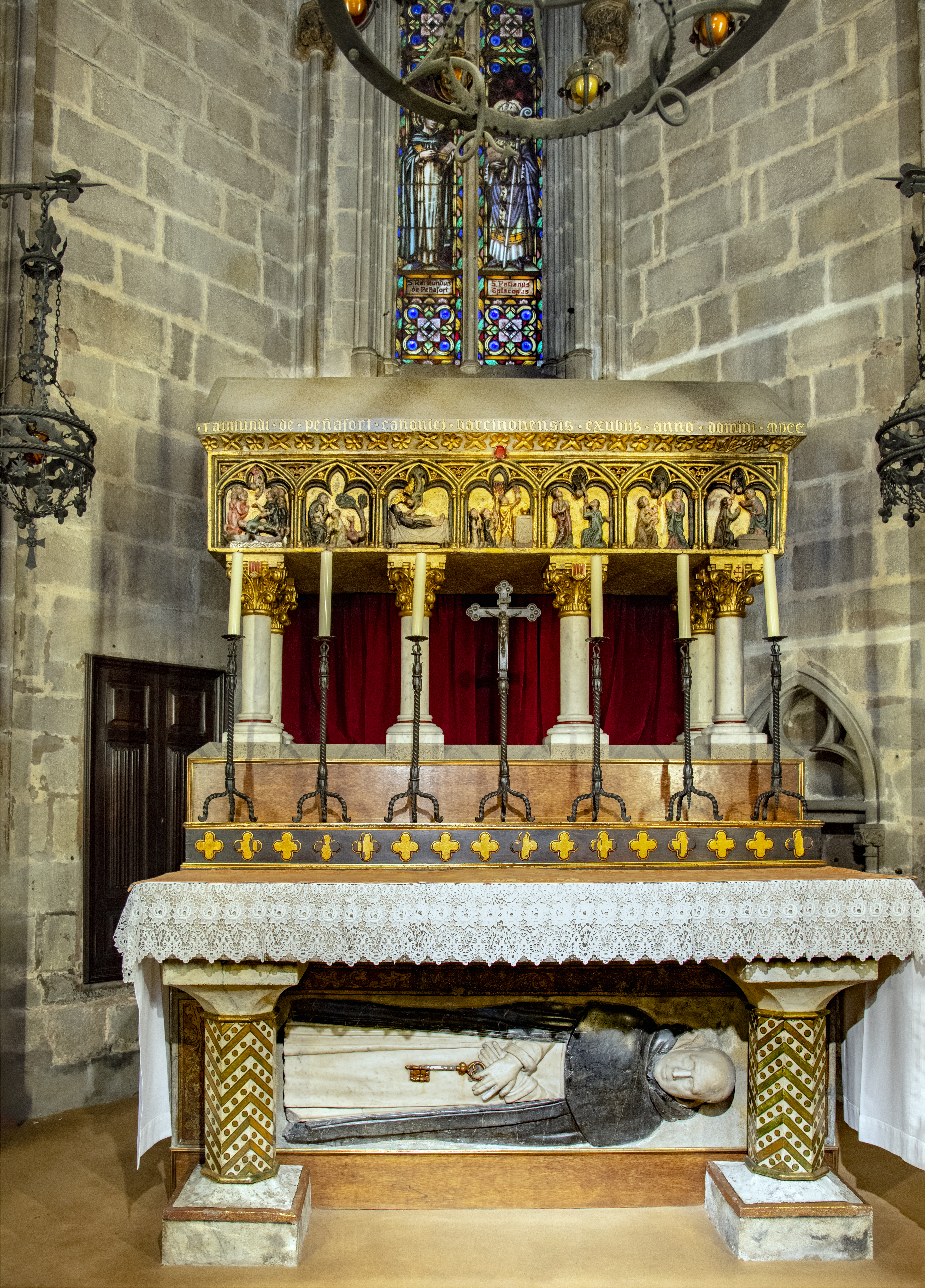
La châsse de saint Raymond à la cathédrale de Barcelone.

En 1230, il est appelé à Rome par le pape Grégoire IX qui le charge de rassembler et d'harmoniser les décisions prises par les papes et autres autorités ecclésiales depuis un siècle. Il réunit les Decretales Gregorii, promulguées par la bulle « Rex pacificus » (5 septembre 1234), premier recueil officiel du droit ecclésiastique. Ce recueil poursuit et complète la compilation dite Décret de Gratien de 1150,.
De retour à Barcelone, il est élu maître des dominicains par le chapitre général de l'Ordre réuni à Bologne à la Pentecôte 1238. Il publie les Constitutions de l'ordre qui resteront en vigueur jusqu'en 1924. Il démissionne de sa charge en 1240. 
En 1242, il édite le premier manuel de l’Inquisition. Pour former les missionnaires, il fonde l'école arabe de Tunis (1245) et l'école d'hébreu de Murcie (1266).
Il ordonne la tenue de la disputatio opposant les dominicains mené par Fra Pablo Christiani et les Juifs défendus par le kabbaliste Moïse Nahmanide, en 1263 à Barcelone. 
Il obtient que les veilles de dimanche et jours de fête soient fériés[réf. nécessaire].
Presque centenaire, le frère dominicain Raymond de Peñafort meurt à Barcelone le 7 janvier 1275.

## Souvenir et vénération
Dès la fin du XIIIe siècle, puis sous Jean XXII, on parle de le canoniser, ce qui sera concrétisé par Clément VIII en 1601, après plusieurs essais infructueux. Liturgiquement il est commémoré le 7 janvier.

## Écrits

### Summa juris canonici(1221)
Première œuvre canonique de Raymond, la Summa iuris canonici n'est connue que par un unique témoin incomplet, datant d'environ 1221. 
Plan de l'ouvrage
Prohemium.

- Prima pars : De jure naturali; de jure gentium ; de jure civili ; de origine juris ; de constitutionibus ; de conciliis ; de rescriptis et eorum interpretationibus ; de privilegiis ; de consuetudine ; de differentia juris naturalis ad alia jura ; de differentia constitutionis ecclesiastice ad secularem ; de juris et facti ignorantia.

- Secunda pars : De ministris canonum et differentia eorundem ; de examinatione ordinandorum ; de qualitate ordinandorum ; quod ordinandus debeat esse sine crimine; de bigamis ; de continentia clericorum et de cohabitatione clericorum et mulierum ; de sobrietate ordinandorum ; de prudentia ordinandorum ; de prudentia ordinandorum ; de ornatu ordinandorum ; de hospitalitate ordinandorum ; de pudicitia ordinandorum ; de doctrina ordinandorum ; quod prelatus vel clericus non debeat esse percussor ; de litigiosis non ordinandis ; de cupidis non ordinandis ; quod ordinandibus sit domui sue bene prepositus ;  de neophito non ordinando; de sollempniter penitentibus non promovendis ; de curialibus et obligatis ad ratiocinia ordinandis vel non; de servis ordinandis vel non, et manumissoribus eorundem ; de corpore vitiatis ordinandis vel non ; de filiis presbiterorum et ceteris illegitime natis ordinandis vel non ; de differentibus baptizari non promovendis ; de peregrinis vel alias ignotis promovendis vel non ; de etate ordinandorum; de feminis non ordinandis; delapsis non ordinandis ; a quibus, quando, ubi, qualiter sint ordines conferendi ; de temporibus jejuniorum quatuor; de intersticiis ; de clericis ad superiores ordines suscipiendos compellendis vel non ; de postulatione; de electione ; de auctoritate et usu pallii; de renuntiatione ; de translatione ; de supplenda negligentia prelatorum; de tregua et pace ; de majoritate et obedientia.

- Tertia pars : De questionibus juris.
[fin de l'ouvrage par lacune matérielle du manuscrit]
Édition : Raymond de Penyafort, San Raimundo de Penyafort. Summa juris, éd. José Rius Serra, Barcelona, 1945, 156 p. notice BnF, d'après le ms. Vatican, Bibl. Apost. Vat., Borghes. 261

### Summa de penitentia sive de casibus(1222-1229/1235)

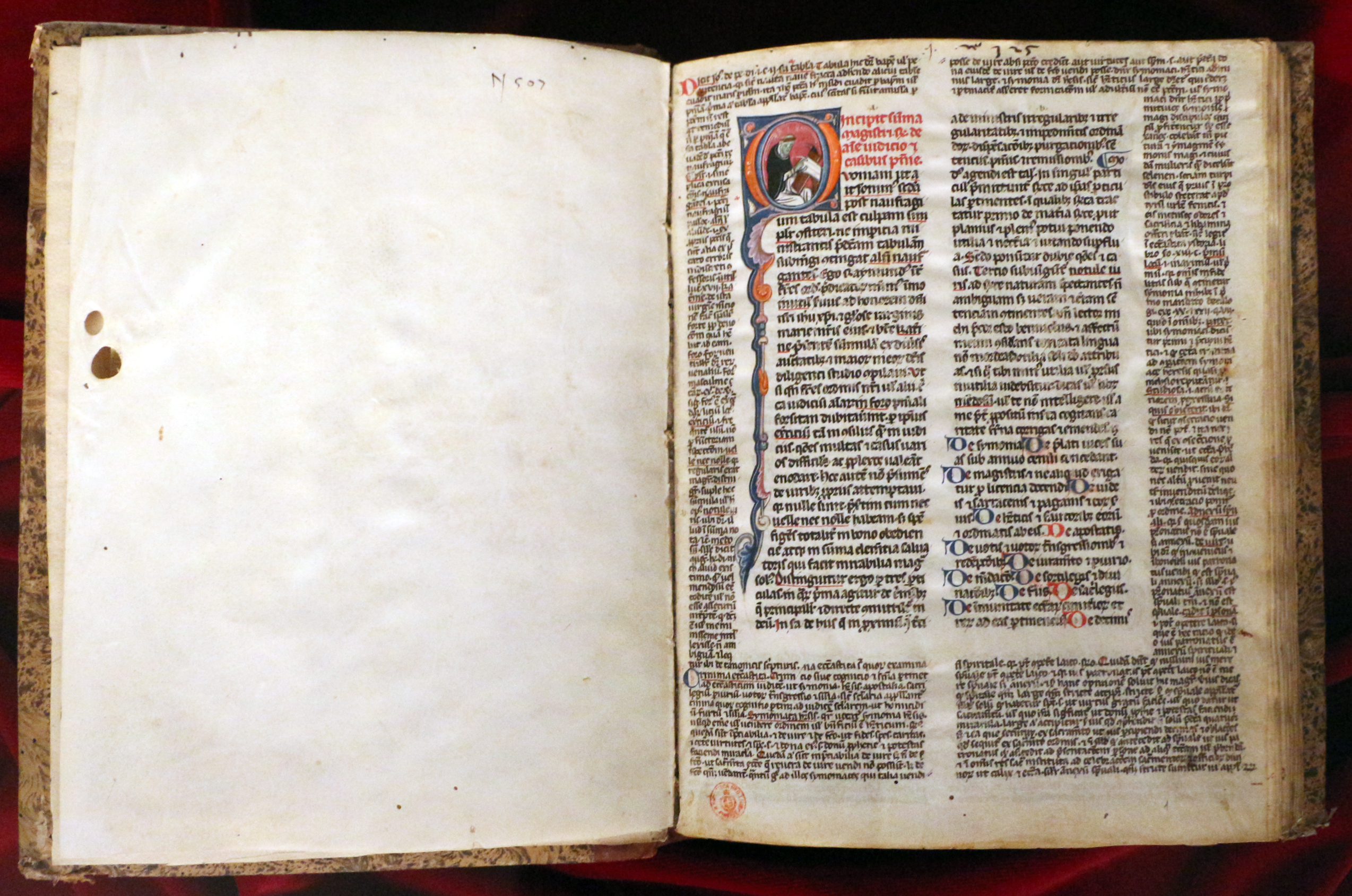
Summa de Casibus Poenitentiae, 1280-90 circa, Biblioteca Medicea Laurenziana, Florence.

L'œuvre qui en fait le canoniste le plus influent de son temps est la somme pénitentielle (Summa de poenitentia ou Summa de casibus) en trois livres, qu'il publia dans une deuxième version avec sa Summa de matrimonio ajoutée comme quatrième livre (vers 1235). L'influence de cette œuvre est accrue par le nombre de versions révisées par d'autres auteurs (entre autres Guilelmus Redonensis, Adam Teutonicus, mais aussi des anonymes).

### Directorium inquisitoriale(1242)
Il s'agit de l'un des premiers manuels de l'inquisiteur, composé en réponse à une consultation de l'évêque de Tarragone Pedro de Albalat. Le Directorium inquisitoriale est ensuite puis repris tel quel à l’intérieur de manuels ultérieurs,, comme dans la Doctrina de modo procedendi contra hereticos, œuvre française de la fin du XIIIe siècle.

## Miracle
Envoyé aux Baléares par le roi Jacques Ier d'Aragon, il désire retourner à Barcelone, contre la volonté du souverain, qui interdit à tous les marins de le prendre à leur bord, de lui vendre ou de lui louer un bateau. Alors Raymond de Penyafort étend sur l'eau sa cape de dominicain, en relève un pan en guise de voile sur son bâton, et navigue ainsi à une vitesse fulgurante jusqu'à Barcelone. Cet exploit a fait de lui le saint patron des véliplanchistes.

## Dans la culture populaire

### Dictons
- S'il gèle à la Saint-Raymond, l'hiver est encore long[8].

### Sources et bibliographie
- Régine Pernoud, Les Saints au Moyen Âge - La sainteté d’hier est-elle pour aujourd’hui ?, Paris, Plon, 1984, 367 p. (ISBN 2-259-01186-1), p. 23.
- Jacques Dubois, « Raymond ou Raimond de Peñafort saint (1180 env.-1275) », dans Encyclopædia Universalis (lire en ligne).
- (it) Andrea Errera, "Il Directorium inquisitoriale di San Raimondo", dans Magister Raimundus. Atti del Convegno per il IV Centenario della canonizzazione di San Raimondo de Penyafort (1601-2001), dir. C. Longo, Rome, Istituto storico domenicano, 2002, p. 165-191.